# Martonos
Martonos (szerbül Мартонош / Martonoš) falu Szerbia északi részén, a Vajdaságban, az Észak-bánsági körzetben. Magyarkanizsa községhez tartozik. Magyar többségű település, a 2002-es népszámlálás szerint 2183 lakosa volt.

## Földrajza
Éghajlata mérsékelt kontinentális. Sík vidék, alluviális lapályon fekszik, ezért talaja alkalmas a földművelésre.

## Története
Martonos nevét 1237-ben említette először oklevél Martinus nevű kolostorával kapcsolatosan, mely a tatárjárás után került felújításra. mint községet azonban csak 1335-ben említették először a kői káptalan által végzett határjárás alkalmával mint Felső-Adorján szomszédosát, a határába eső Gyékény nevű tóval együtt. A határjárás felsorolásában ezután északnyugat felől Pusztaegyház nevű földrész és Ludas-egyház következik, majd a határvonal délfelé fordul. Az okiratban nemeseit is megemlítették; így Bekus, Martonosi Lőrinc fia, később pedig Pestyéni István de Martonos is említve van. A határjárásban említett Pusztaegyház ma Martonos határának nyugati részét alkotó, és Ludassal határos puszta.
Az 1355. évi felső-adorjáni és az 1367. évi két Adorján határjárása szintén említette Martonos, Pusztaegyház és Ludas-egyház településeket.
1424-ben Martonost, amely addig a Michalyovszkiaké volt, Zsigmond király Chaaki Miklós erdélyi vajdának adományozta.
1552-ben, a török hódoltság kezdetén, egy Martonosról való magyar csapat fényes győzelmét egy török csapat fölött Tinódi Lantos Sebestyén is megénekelte Szeged veszedelme címen.
Lakossága a török elől elmenekült. A török defterek összeírása szerint csak nagyon kevés háznak maradtak vissza lakói. Így a szegedi nahijébe tartozó Martonoson 1554-es összeíráskor csak 3 adózó ház volt, amely szám idővel kissé emelkedett, mert 1570 körül 20, 1580–82-ben 17, és 1590–91-ben 31 adózó ház volt itt.
A török hódoltság elején Martonos Rondics András birtoka, 1564-ben ő tiltakozott a leleszi káptalan előtt, Gémes Ferenc és Kamuthi Balázs ellen, hogy az ő birtokrészeit a Csongrád vármegyei Martonosban maguknak ne adományoztassák.
Evlija Cselebi, a híres török útleíró Martonos erődítményeiről a következőket jegyezte fel:
Martonos vára az építőjéről elnevezett régi hely, 1554-ben foglaltatott el... Várparancsnoka és 15 várkatonája van. Vára a Tisza folyó partján fekszik. Külvárosa 150 nádas magyar házat és egy templomot foglal magába.
Az 1649-ben a feljegyzések szerint 730 lakosa és temploma is volt. A következő években e helység Gombkötő János birtokaként volt feljegyezve.
1702-ben itt legalább 300 adóköteles lakosa volt. Az 1690-es években történt szerb telepítéskor bizonyosan Martonos is kapott új lakosságot. A régebben itt élt magyar nép innen kiszorult, templomukat is az új jövevények foglalták el, akiket határőri katonai szolgálatokra köteleztek.
1702-ben báró Gracich volt Martonos földesura. Martonos akkor kapta, mint katonai sánc a helység határához az üres Horgos és Szent-Péter pusztáknak felét is.
A Rákóczi-féle hadjáratokban Martonos is sokat szenvedett 1705 és 1706-ban, amikor kirabolták és fölgyújtották.
Egy 1750 augusztus 15-én kelt királyi rendelet a Tisza melletti tíz katonai sáncot s így Martonost is feloszlatja és a polgári hatóság alá rendeli. 1751. június 28-án pedig szabadalomlevelet ad nekik, és e helységekből a tiszai koronai kerületet alkotja. Martonos akkortól fogva több településsel együtt hasonló pecsétcímert használt: királyi korona alatt sast s két oldalán az évszám 17–51. Ez alatt kis körben katona áll s szántóvasat tart. A körülírás ez: „Sigil. loci. coron. Martonos.”.
1784-ben a római katolikus magyar lakossága elérte az 500 lelket, ezért plébániáról és iskoláról kellett gondoskodni. Matrikulák 1780 óta vannak itt; a plébániát 1789-ben szervezték, a templom és pap lakása pedig csak 1811-ben épült.
Az ortodox templom építéséről nincsenek adataink; valószínűleg a szerb telepedés kezdetéről való, s nem lehetetlen, hogy az ősi katolikus templomból vagy annak alapjára épült.
1827-ben kaptak céhszabadalmat a kovácsok, kerékgyártók, szabók, csizmadiák.
Az 1848. évi IX. törvénycikk értelmében megszűnt a Tiszai Koronakerület.
Az 1848–49. évi mozgalmak alatt a martonosi nemzetőrség is (magyarok és szerbek egyaránt) a római sáncok között tanyázó felkelő szerbek ellen az ókéri táborba szálltak. De mikor a szerb nemzetőrök magyarellenes hangulatot kezdtek tanúsítani, a magyarok az ókanizsai nemzetőrök segítségével lefegyverezték őket, maguk pedig Szenttamásnál is részt vettek a harcban.
1849. február 2-ig Martonos békében maradt. Zenta bukása után azonban az onnan visszavonuló fegyveres lakosság elkeseredésében Martonoson a szerb lakosokra esett és 78 embert levágott. Másnap a szerbek Törökkanizsánál mutatkoztak, mire a martonosi magyarok is elmenekültek. Március 22-én a martonosi szőlőknél egy támadó szerb csapatot visszavertek. Erre a magyar lakosság ismét visszatért Martonosra, a szerbek pedig csak Világos után jöttek haza.
1870-ben Martonos a koronakerülettel együtt megváltotta magát a földesúri terhek alól. A helység magyar lakossága annyira gyarapodott, hogy a szerb csakhamar kisebbségben maradt.
Simrák Béla plébános 1906-ban kérvényezte a zárda építését Martonoson, mely épületben 3 tanterem lesz a hatosztályos iskola számára. 1907. május 15-én engedélyt kapott a létesítmény felépítésére. Az épületben 1908. szeptember 1-jén kezdődött meg a tanítás - ingyenes oktatás a lányok és a nem katolikus vallású gyerekek számára is. A zárda és az iskola ünnepélyes felszentelésére 1908. november 12-én, az ünnepi szentmise után került sor.[5]
Az elmúlt két évtizedben az anyagi gondok mellett a diákok számának drasztikus fogyatkozása nyomta rá bélyegét az iskolára: 20 év alatt 175-ről 128-ra csökkent a tanulók száma.
Az első világháborúban az Osztrák–Magyar Monarchia katonájaként 165 martonosi vesztette életét, emlékmű – az impériumváltást következtében – nem jutott nekik, csupán egy könyv őrzi emléküket.
A mai Martonos lakossága főleg mezőgazdasággal, zöldségfélék, paprika, burgonya, hagyma termesztésével foglalkozik, és fejlett az állattenyésztése is. Jelentős hagyománya van a kézműiparnak, hiszen az első céhek már 1826-ban megalakultak. Híresek voltak és maradtak a martonosi kosárfonó műhelyek és paprikaszárítók is.
2015. május 17-én egy esküvőn 7 halálos áldozattal járó lövöldözés történt. A martonosi vérfürdő nemcsak Szerbia, de Magyarország közvéleményét is megrázta, mivel az áldozatok egy kivételével mind magyarok voltak.

## Népesség

### Demográfiai változások
| 1948 | 1953 | 1961 | 1971 | 1981 | 1991 | 2002 |
| ---- | ---- | ---- | ---- | ---- | ---- | ---- |
| 3361 | 3266 | 3400 | 2996 | 2737 | 2423 | 2183 |

## Testvértelepülései
- Algyő, Magyarország
- Martfű, Magyarország
- Gátér, Magyarország
- Újvár, Románia